# Lennie McBrowne
Lennie McBrowne (* 24. Januar 1933 in New York City) ist ein US-amerikanischer Jazz-Schlagzeuger.

## Leben und Wirken
Lennie McBrowne studierte Ende der 1940er Jahre zunächst Kontrabass an der New Yorker School of Music, wechselte dann zum Schlagzeug und hatte Unterricht bei Max Roach und Sticks Evans.
Er wurde bekannt, als er im Juni 1956 in Tony Scotts Orchester die Sängerin Billie Holiday bei einer ihrer Verve Sessions begleitete. 
In den nächsten Jahren arbeitete er mit dem Altsaxophonisten Ernie Henry, dem Baritonsaxophonisten Cecil Payne, dann mit dem Pianisten Randy Weston, dessen Beschäftigung mit der nordafrikanischen Musik den Schlagzeuger inspirierte. 
McBrowne arbeitete kurz bei Sonny Rollins, dann mit Paul Bley, der McBrownes Arbeit mit den Cymbals förderte. Von 1959 bis 1961 versuchte er es mit einer eigenen Band, den Four Souls. Er zog dann nach New York City und wurde Begleitmusiker für Sarah Vaughan und das Vokalensemble Lambert, Hendricks & Bavan. 1963 spielte er in der Band von Sal Salvador. In den 1960er Jahren arbeitete er erneut mit Randy Weston; 1965 spielte er in seinem Trio, in Westons um Ray Copeland, Booker Ervin und Cecil Payne erweiterten Band trat er 1966 auf dem Monterey Jazz Festival auf.
Neben der Arbeit mit Weston und Ervin spielte McBrowne auch mit Musikern des eher traditionellen Jazz wie Ray Bryant und Teddy Wilson. Kurz nahm McBrown den Platz am Schlagzeug in Thelonious Monks Band ein, als er für Ben Riley für eine Japan-Tournee ersetzte.
Die zweite Hälfte der 1960er Jahre war Lennie McBrownes aktivste Zeit; mit Ervin spielt er von bis zum Ende der Dekade, wie auf Booker'N'Brass; außerdem wirkte er an Plattenaufnahmen von Teddy Edwards, Barry Harris, Houston Person 1967 sowie von Charles McPherson und Pat Martino 1968 mit. In den 1970er Jahren noch entstanden Aufnahmen mit Kenny Burrell (Round Midnight, 1972 und Stormy Monday Blues 1975), Sonny Criss, Sam Noto, Sonny Stitt und Blue Mitchell, meist arbeitete er aber in San Franciscos lokaler Musikszene und führte Workshops durch.